# I Care 4 U
I Care 4 U je album největších hitů tragicky zesnulé Američanky Aaliyah, která zemřela při letecké havárii v roce 2001. Album vyšlo v prosinci 2002 a obsahovalo nejznámější písně, ale objevilo se na něm i pár dosud nevydaných skladeb. V USA se album umístilo v prodejním žebříčku na třetím místě.

## Seznam písní
1. "Back and Forth" – 3:50
2. "Are You That Somebody "– 4:25
3. "One in a Million"– 4:35
4. "I Care 4 U" – 4:33
5. "More Than a Woman" – 3:49
6. "Don't Know What to Tell Ya" – 5:01
7. "Try Again" – 4:44
8. "All I Need" – 3:08
9. "Miss You" – 4:05
10. "Don't Worry" – 3:57
11. "Come Over"– 3:55
12. "Erica Kane" – 4:38
13. "At Your Best (You Are Love)" – 4:52
14. "Got to Give It Up" – 3:57

### Bonusy
1. "If Your Girl Only Knew"
2. "We Need a Resolution"
3. "Rock Da Boat"